# 劉廷諫 (清朝)
刘廷谏（？—？），汉军正黄旗人，清朝政治人物。

## 生平
1676年接替陈国祝任青浦县知县一职，1679年由蔺友芳接任。